# Campioni italiani assoluti di atletica leggera indoor - 800 metri piani femminili
Questa pagina raccoglie un elenco di tutte le campionesse italiane dell'atletica leggera negli 800 metri piani indoor, specialità introdotta ai campionati italiani assoluti di atletica leggera indoor sin dalla prima edizione del 1970. Da allora questa specialità continua a far parte del programma della manifestazione.

## Albo d'oro
| Anno | Atleta (società)                              | Prestazione |
| ---- | --------------------------------------------- | ----------- |
| 1970 | Angela Ramello Snia Libertas Torino           | 2'16"4(m)   |
| 1971 | Donata Govoni Unipol Bologna                  | 2'09"2(m)   |
| 1972 | Donata Govoni Unipol Bologna                  | 2'09"7(m)   |
| 1973 | Zina Boniolo Alco Torino                      | 2'14"8(m)   |
| 1974 | Daniela Gregorutti Fiat Torino                | 2'13"7(m)   |
| 1975 | Angela Ramello SNIA Milano                    | 2'14"6(m)   |
| 1976 | Nikolina Štereva Bulgaria                     | 2'03"75     |
| 1977 | Christine Neumann Germania Est                | 2'08"02     |
| 1978 | Gabriella Dorio Fiamma Molinari Vicenza       | 2'06"4(m)   |
| 1979 | Gabriella Dorio Fiamma Molinari Vicenza       | 2'04"7(m)   |
| 1980 | Renata Capitanio SNIA Milano                  | 2'10"9(m)   |
| 1981 | Renata Capitanio SNIA Milano                  | 2'12"51     |
| 1982 | Rossella Gramola Fiamma Vicenza               | 2'07"33     |
| 1983 | Antonella Capurro CUS Genova                  | 2'11"40     |
| 1984 | Simonetta Callegari Iveco Torino              | 2'12"51     |
| 1985 | Giuseppina Cirulli CUS Roma                   | 2'08"19     |
| 1986 | Patrizia Gini CUS Roma                        | 2'12"63     |
| 1987 | Magda Maiocchi Fiat Sud Formia                | 2'06"18     |
| 1988 | Manuela Enrietto INA Primavera Torino         | 2'11"06     |
| 1989 | Rossana Morabito SNIA BPD Milano              | 2'06"68     |
| 1990 | Rossana Morabito SNIA BPD Milano              | 2'05"90     |
| 1991 | Nadia Falvo Fiat Sud Formia                   | 2'09"47     |
| 1992 | Nadia Falvo INA Primavera Torino              | 2'03"80     |
| 1993 | Nicoletta Tozzi Snam Gas Metano               | 2'03"17     |
| 1994 | Nicoletta Tozzi Snam Gas Metano               | 2'07"43     |
| 1995 | Eleonora Berlanda Snam Gas Metano             | 2'08"14     |
| 1996 | Stefania Savi Athlon Siracusa                 | 2'09"12     |
| 1997 | Claudia Salvarani Snam                        | 2'06"00     |
| 1998 | Elisabetta Artuso Ginnastica Comense 1872     | 2'06"11     |
| 1999 | Sara Palmas CUS Cagliari                      | 2'08"25     |
| 2000 | Patrizia Spuri Gruppo Sportivo Forestale      | 2'09"34     |
| 2001 | Sara Palmas CUS Cagliari                      | 2'08"72     |
| 2002 | Elisabetta Artuso Gruppo Sportivo Forestale   | 2'07"06     |
| 2003 | Elisabetta Artuso Gruppo Sportivo Forestale   | 2'05"34     |
| 2004 | Alexia Oberstolz SSV Bruneck                  | 2'05"28     |
| 2005 | Elisabetta Artuso Gruppo Sportivo Forestale   | 2'04"78     |
| 2006 | Alexia Oberstolz Centro Sportivo Esercito     | 2'04"85     |
| 2007 | Elisa Cusma Piccione Centro Sportivo Esercito | 2'04"39     |
| 2008 | Elisa Cusma Piccione Centro Sportivo Esercito | 2'05"53     |
| 2009 | Elisa Cusma Piccione Centro Sportivo Esercito | 2'04"83     |
| 2010 | Elisa Cusma Piccione Centro Sportivo Esercito | 2'06"60     |
| 2011 | Elisabetta Artuso Gruppo Sportivo Forestale   | 2'11"54     |
| 2012 | Elisa Cusma Piccione Centro Sportivo Esercito | 2'04"97     |
| 2013 | Elisa Cusma Piccione Centro Sportivo Esercito | 2'04"01     |
| 2014 | Marta Milani Centro Sportivo Esercito         | 2'05"39     |
| 2015 | Elisa Cusma Piccione Centro Sportivo Esercito | 2'08"43     |
| 2016 | Marta Zenoni Atletica Bergamo 1959            | 2'03"88     |
| 2017 | Irene Baldessari Centro Sportivo Esercito     | 2'04"30     |
| 2018 | Elena Bellò Gruppo Sportivo Fiamme Azzurre    | 2'05"3      |
| 2019 | Elena Bellò Gruppo Sportivo Fiamme Azzurre    | 2'05"58     |
| 2020 | Elena Bellò Gruppo Sportivo Fiamme Azzurre    | 2'06"46     |
| 2021 | Elena Bellò Gruppo Sportivo Fiamme Azzurre    | 2'03"45     |
| 2022 | Gaia Sabbatini Gruppo Sportivo Fiamme Azzurre | 2'01"07     |
| 2023 | Eloisa Coiro Gruppo Sportivo Fiamme Azzurre   | 2'03"55     |